# Now, Now
Now, Now, anciennement connu sous le nom de Now, Now Every Children et abrégé NNEC, est un groupe de rock indépendant américain, originaire de Blaine, dans le Minnesota. Actuellement basé à Minneapolis, le groupe est composé de Cacie Dalager (chant, guitare, clavier) et  Bradley Hale (batterie, chœurs), et anciennement de Jess Abbott (guitare, chant), ainsi que des membres de tournées Britty Hale (clavier) et Christine Sako (basse).

## Biographie

### Débuts (2003-2006)
Le groupe est formé vers 2003. Cacie Dalager et Bradley Hale se sont rencontrés au lycée lorsqu'ils avaient seize ans. Ils commencent alors à écrire des chansons ensemble, en commençant par une chanson acoustique dédiée à un ami. Le nom du groupe, selon Cacie Dalager, voit le jour à cause d'une faute de frappe en parlant à des amis en ligne. Dalager et Hale sont rejoints par la sœur de Brad, Britty, aux claviers, et leur camarade de classe Justin Schweim à la basse pour l'enregistrement d'un premier EP et de leurs premiers concerts à Minneapolis. Peu après la sortie d'un premier album, Schweim quitte le groupe et est remplacé par Christine Sako. 
Jess Abbott se joint au groupe en été 2009 après avoir emménagé du Maine au Minnesota. En 2017, son départ sera annoncé.

### Cars(2007-2009)
En 2007, Now Now signe avec Afternoon Records, fondé par un ami de Ian Anderson. Le groupe enregistre et sort deux EP sur le label début 2008, intitulés Not One, But Two et In the City. En septembre 2008, le groupe ouvre pour les Mates of State à Minneapolis, une performance que Dalager considère comme « de loin mon concert préféré que nous avons jamais joué. »
Anderson produit leurs premier album Cars, sorti en numérique le 15 décembre 2008, et sur CD le 9 juillet 2009. Cette sortie est accompagnée d'un spectacle de lancement d'album le 12 décembre à Minneapolis. Le groupe joue au festival Bamboozle le 3 mai 2009, et soutient Paramore en tournée à travers l'Europe en décembre 2009. 

### Neighbors(2010–2011)
Après environ trois ans avec Afternoon Records, Now Now quitte leur label, ils annoncent cette décision sur leur blog officiel le 16 avril 2010. Depuis lors, le groupe raccourcit le nom de Now, Now Every Children en simplement Now Now. Sur ce changement de nom, Dalager explique : « Nous sentions que nous devions nous défaire de cette image enfantine que nous avions. C'était une façon pour nous de simplifier les choses et de repartir à zéro. »
Sous leur nouveau nom, ils auto-produisent un EP, intitulé Neighbors, qui est numériquement publié le 7 septembre 2010, pour 24 heures. Il y avait aussi 140 copies physiques de l'EP, qui se sont vendus en moins de 8 minutes après mise en vente. L'album est réédité le 7 décembre via No Sleep Records. Le groupe s'est produit lors de la première du Festival Popsickle, présenté par Motion City Soundtrack, le 18 décembre 2010. Et ils devaient se produire sur la tournée Fake Problème mais le 13 avril 2011 ils ont annoncé que finalement ils n'y participeraient pas.
Now, Now commence l'année 2011 en tournant à toutes les dates du Hellogoodbye avec Jukebox the Ghost, You, Me, and Everyone We Know et Gold Motel. Le groupe est aussi annoncé en soutien à Fake Problems pendant leur tournée printanière, mais refuse finalement de s'y rendre afin d'enregistrer de nouveaux morceaux,. Le 3 mai 2011, Now, Now publie une compilation de remixes intitulée Neighbors tracks, called Neighbors: The Remixes. Entretemps, ils annoncent la sortie d'un deuxième album produit par Howard Redekopp. Le groupe se popularise encore plus avec Neighbors qui apparait dans l'épisode It's a Long Way Back de la série télévisée Grey's Anatomy diffusé le 18 avril 2011. À la fin 2011, Now, Now joue une mini-tournée avec All Get Out.

### Threads(2012–2013)
Le 8 décembre 2011, ils annoncent sur Facebook leur signature au label Trans Record - une empreinte d'Atlantic Records, et la sortie de l'album Threads pour le 6 mars 2012,. Depuis la sortie de Threads, Now, Now ouvre pour The Naked and Famous à leur tournée printanière, et se joint à fun. pour une tournée américaine en mai.
Now, Now apparait à la télévision au Late Night with Jimmy Fallon le 7 novembre 2012, jouant Thread. Au début de 2013, Now, Now rejoint la tournée Heavy and Light de To Write Love on Her Arms.

### Attentes (depuis 2014)
En 2014, le groupe annonce écrire de nouveaux morceaux. En 2015, Now, Now effectue de nouvelles tournées. Le 8 mai 2017, le groupe supprime ses anciens posts de Twitter et Facebook et poste un nouveau teaser. Le 11 mai 2017, le groupe publie un nouveau single, SGL. Le groupe sort un autre single, Yours, le 15 septembre 2017.
Un nouvel album sort en mai 2018, intitulé Saved.